# Gira Alegría
Gira Alegría o “Tour Alegría” fue una gira musical del cantante y compositor México-estadounidense Marcos Witt, hecha con el fin de promocionar su décimo octavo álbum en vivo Alegría, de 2006. 

## Antecedentes
Marcos Witt, grabó su décimo octavo álbum en vivo el 17 de junio de 2006 desde la Arena Santiago de Santiago de Chile, Chile al cual llamó Alegría y fue lanzado el 31 de octubre de ese mismo año. Esto lo llevó a realizar una gira para promover dicho trabajo musical.

## Fechas de la gira
| Sudamérica              |                  |                |                             |
| 8 de noviembre de 2006  | Concepción       | Chile          |                             |
| 9 de noviembre de 2006  | Temuco           | Chile          | Estadio Germán Becker       |
| 10 de noviembre de 2006 | Valdivia         | Chile          | Coliseo Municipal           |
| 11 de noviembre de 2006 | Puerto Montt     | Chile          |                             |
| 15 de noviembre de 2006 | Rancagua         | Chile          | Estadio El Teniente         |
| 16 de noviembre de 2006 | Antofagasta      | Chile          | Estadio Sokol               |
| 17 de noviembre de 2006 | Viña del Mar     | Chile          |                             |
| Norteamérica            |                  |                |                             |
| 11 de julio de 2007     | Raleigh          | Estados Unidos | RBC Center                  |
| 12 de julio de 2007     | Phoenix          | Estados Unidos | Dodge Theatre               |
| 13 de julio de 2007     | Miami            | Estados Unidos | American Airlines Arena     |
| 14 de julio de 2007     | Chicago          | Estados Unidos | UIC Pavilion                |
| 15 de julio de 2007     | Los Ángeles      | Estados Unidos | Staples Center              |
| 17 de julio de 2007     | Las Vegas        | Estados Unidos |                             |
| 18 de julio de 2007     | Washington D. C. | Estados Unidos | DAR Constitution Hall       |
| 19 de julio de 2007     | Laredo           | Estados Unidos | Laredo Entertainment Center |
| 20 de julio de 2007     | El Paso          | Estados Unidos |                             |
| Caribe                  |                  |                |                             |
| 21 de julio de 2007     | San Juan         | Puerto Rico    | Coliseo de Puerto Rico      |
| Norteamérica            |                  |                |                             |
| 24 de julio de 2007     | Austin           | Estados Unidos |                             |